# Iynefer II
Iynefer o Iy-nefer ((i (i) -nfr, "el bell ha vingut"), també conegut amb els apelatius d'Iynefer II o Iynefer B, va ser un príncep egipci de la IV Dinastia. Era probablement fill del faraó Khufu. Va rebre el nom del seu oncle Iynefer I. La seva esposa era Nefertkau III, probablement la seva neboda, amb qui va tenir un fill (o potser dos) i una filla, Nefertkau. Tant Iynefer com la seva dona estan enterrats a la mastaba G 7820 del camp oriental de la necròpolis de Guiza.
Un ull gros i ben obert és característic de la decoració de la mastaba d’Iynefer II.